# سنیشتا
سنیشتا (به صربی: Seništa) یک منطقهٔ مسکونی در صربستان است که در نووا واروش واقع شده‌است. سنیشتا ۲۶۲ نفر جمعیت دارد.